# Kyz kuu

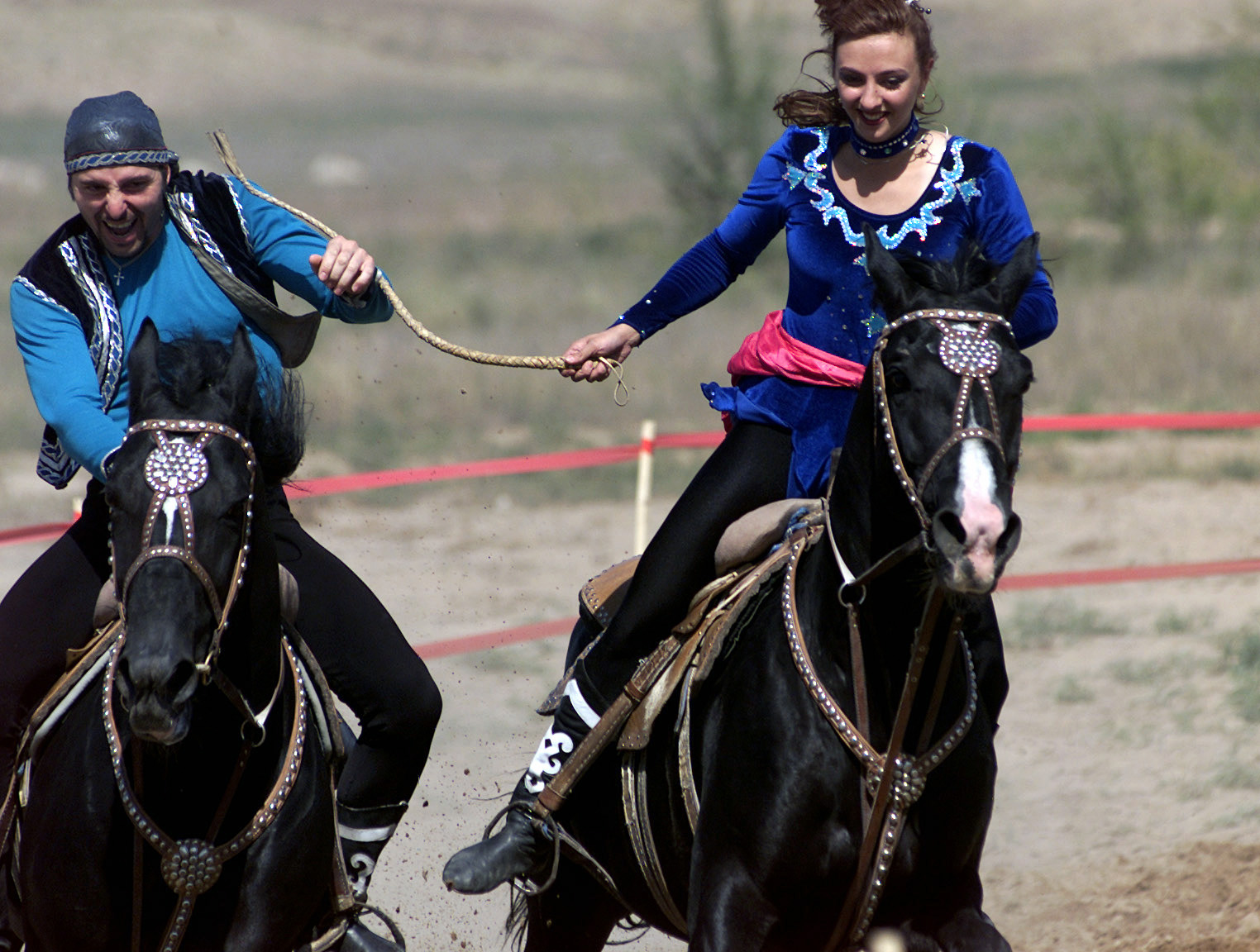
Jinetes en ropas tradicionales kazajas practicando Kyz kuu. En la representación, la mujer está "ganando" al azotar al hombre.

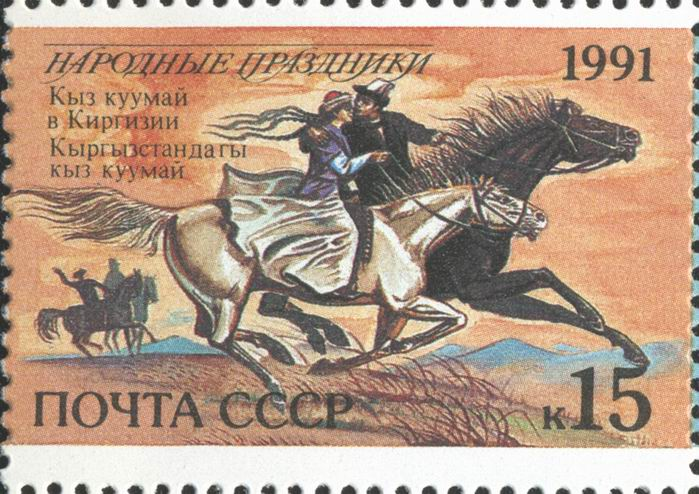
Kyz kuumai en Kirguistán. Sello de la URSS 1991, serie "vacaciones populares".

Kyz kuu (en azerí: qız-qov, en kazajo: қыз қуу, pronunciado [qəz qʊwəw]) o kyz kuumai, (kirguís: кыз куумай [qɯz quːmɑj]), literalmente "persecución de chicas", es un deporte ecuestre tradicional azerí, kazajo y kirguís.  Exhibe elementos de las carreras de caballos pero es a menudo llamado como "el juego del beso".
El juego normalmente empieza con un hombre joven a lomos de caballo esperando en una línea de salida. Una joven, también montada, empieza a galopar desde una distancia dada detrás del primer joven. Cuando la mujer pasa al joven, este puede empezar la persecución. La carrera entre los dos sigue hasta una línea de llegada a alguna distancia. Si el joven es capaz de alcanzar a la mujer antes de que lleguen a la línea de meta, puede acercarse a ella y robarle un beso, lo que supone la victoria. Si el hombre no ha alcanzado a la joven antes de la línea de llegada, ella se da la vuelta y persigue al hombre hasta la línea de salida. Si alcanza al joven, puede usar un látigo para azotarle, lo que significa la victoria para ella.